# 일세일원제
일세일원제(一世一元制)는 한 군주가 재위 중에 하나의 연호만을 사용하는 것을 이르는 말이다.

## 한국

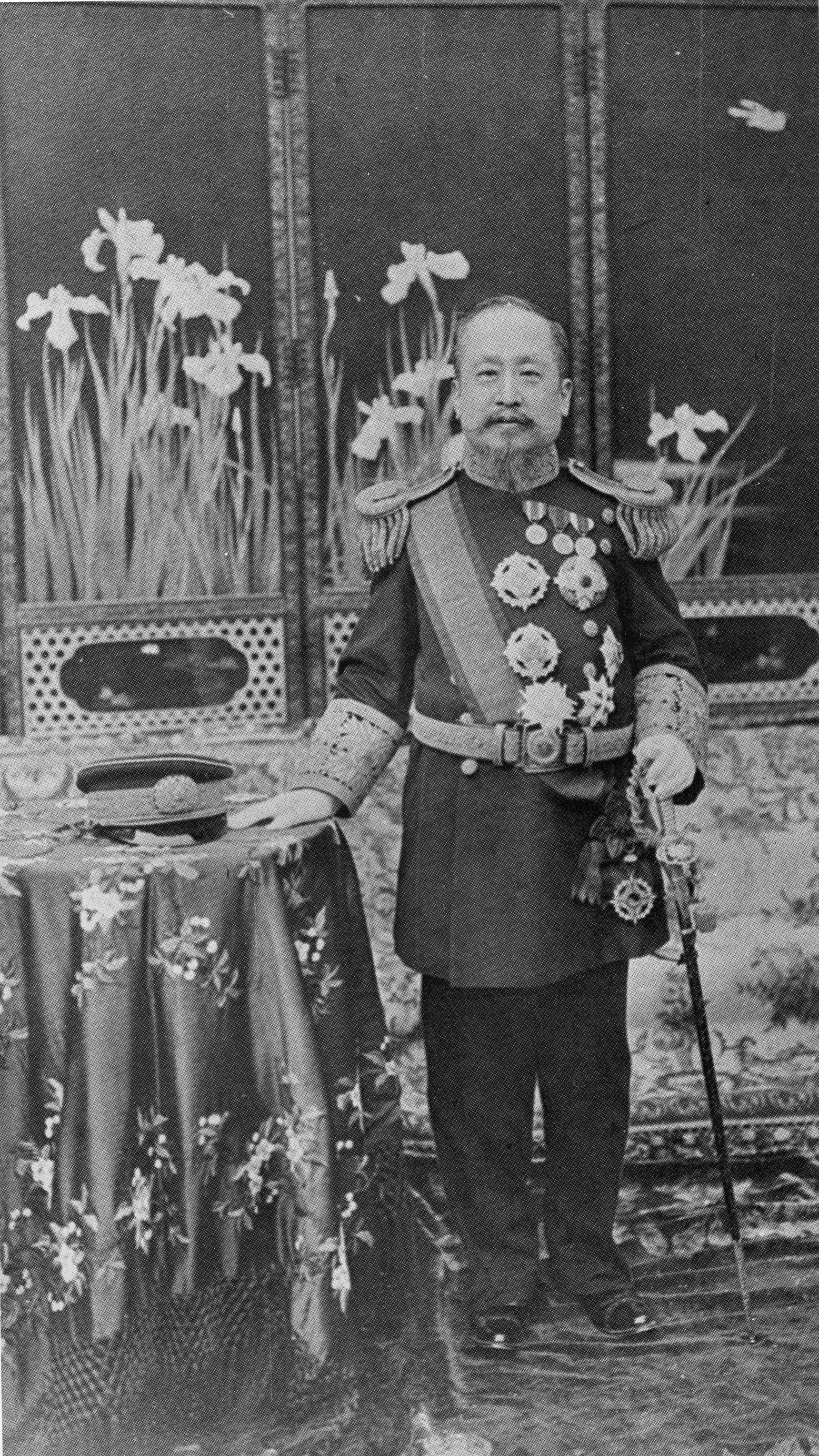
광무제

대한제국은 1897년에 대한제국 고종이 황제로 즉위하면서 (건양 2년)을 (광무 원년)(으)로 개원하면서 일세일원제가 확립된 후, 1907년에 대한제국 순종이 즉위하면서 (융희 원년)로 개원되어 1910년(융희 4년)까지 유지하였다.

## 베트남

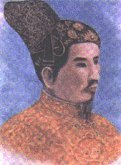
가륭제

응우옌 왕조은 1802년에 자롱제가 즉위하여 (가륭 원년)(으)로 정한 후부터 일세일원제가 확립되어 1945년에 보대제까지 유지되었다.

## 중국

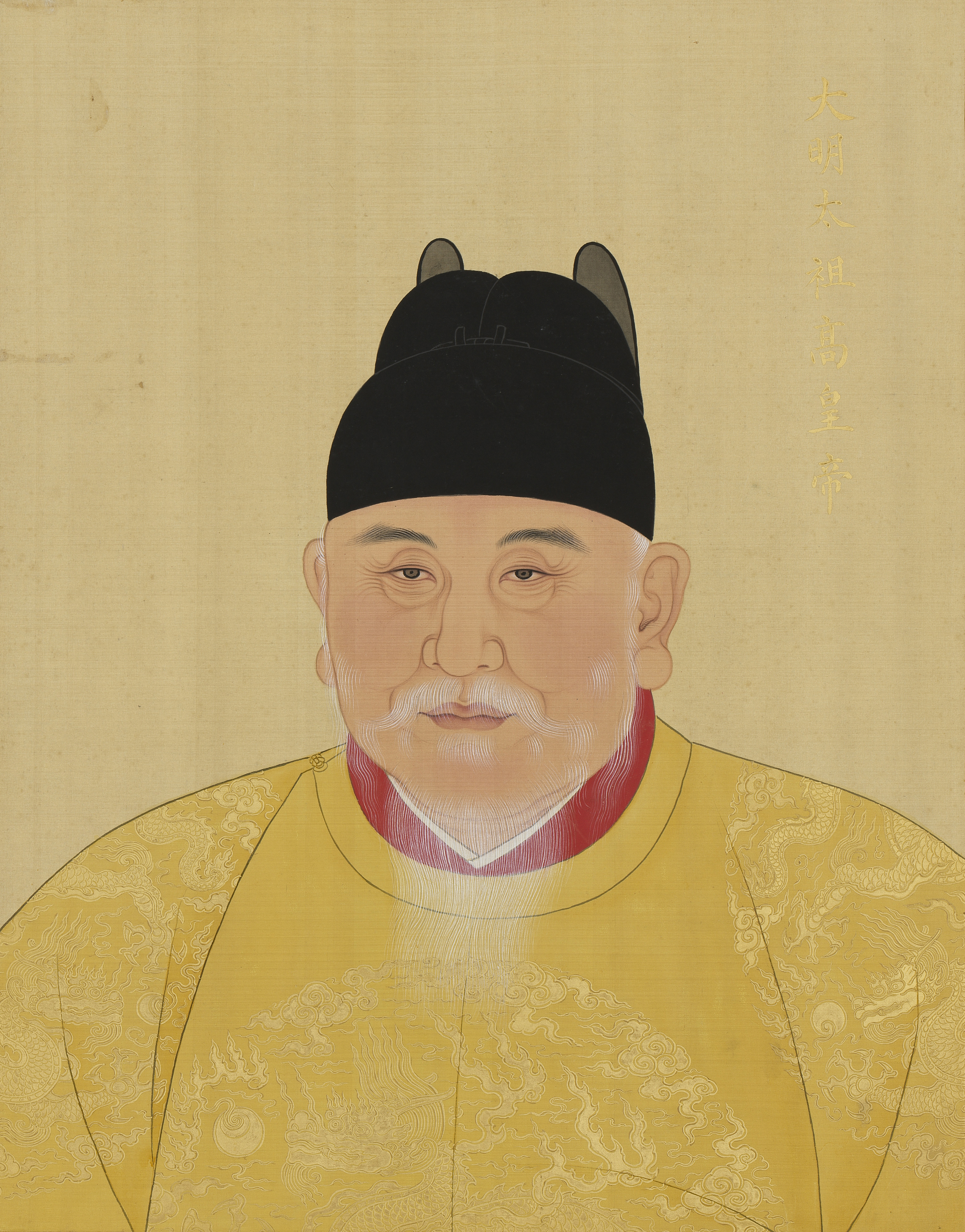
홍무제

명태조(明太祖)가 1368년에 남경(南京)에서 즉위하여 명왕조를 건국하여 연호를 (홍무 원년)(이)라 정한이래 일세일원제가 확립되었다. 그러나 정통제 때는 정통제가 복위 후에 연호를 천순으로 개원하였으나 후에, 청왕조가 명왕조의 뒤를 이어 일세일원제를 계승하게 되었다.

## 일본

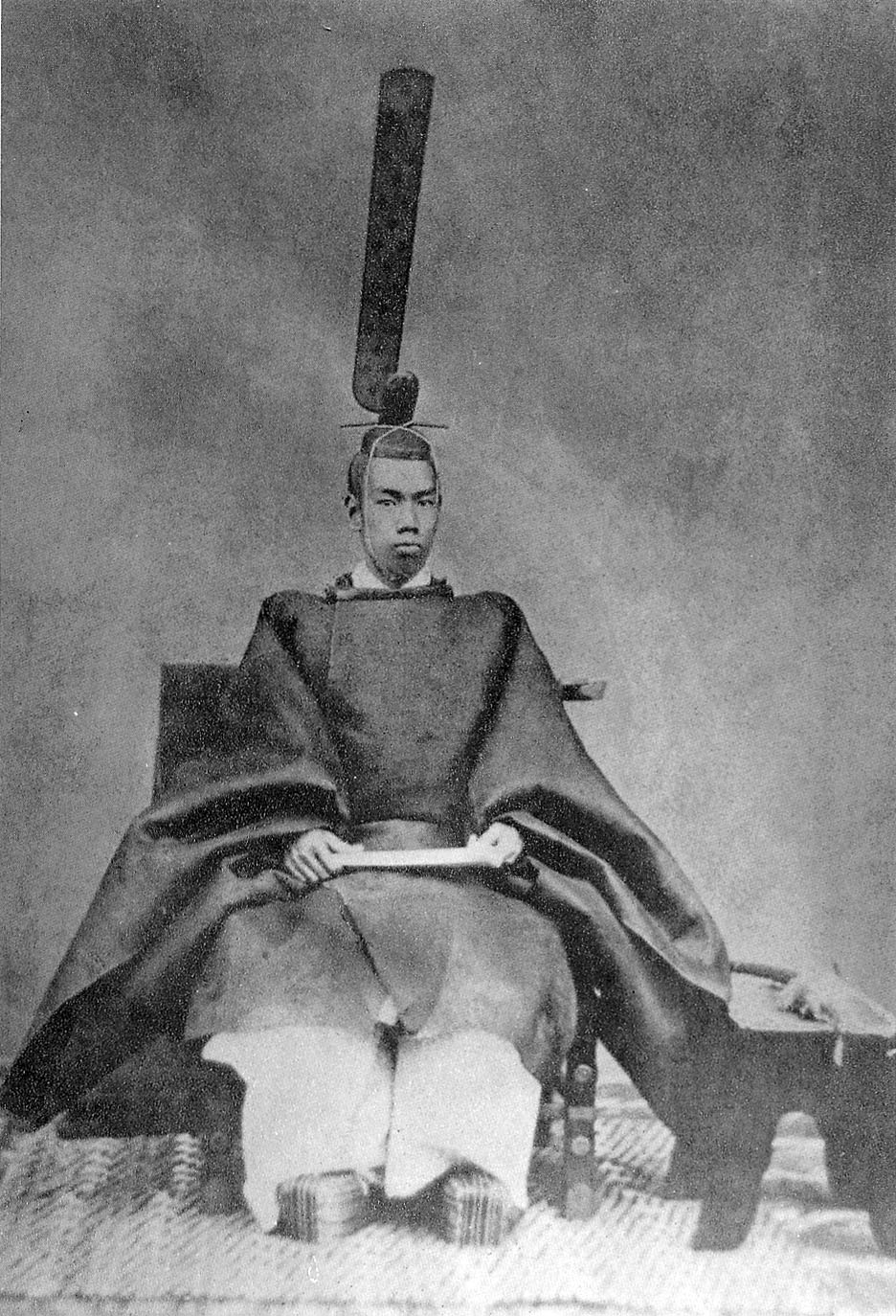
메이지 천황

무쓰히토가 1868년에 에도 막부로부터 왕정복고(王政復古, 메이지 유신)을 하여 메이지 원년이라 정하면서 확립시켰다.

## 참고하기
- 한국의 연호
- 중국의 연호 목록
- 일본의 연호
- 베트남의 연호
- 몽골의 연호